# 합천 동산재
합천 동산재(陜川 東山齋)는 대한민국 경상남도 합천군 묘산면에 있는 조선시대의 재실이다.
1985년 1월 23일 경상남도의 문화재자료 제123호 동산재로 지정되었다가, 2018년 12월 20일 현재의 명칭으로 변경되었다.

## 개요
동산재는 조선후기 參奉을 지낸 漆原尹氏 尹淳學이 조부인 成均館 進士 尹尙義와 通政大夫 秘書監承을 지낸 부친 尹永達의 학덕을 기리고 후학을 양성하기 위해 1913년에 건립한 재실이다.
재실은 재사와 아래채 대문채로 구성하였는데 아래채는 대문채와 ㄱ 자형으로 연결되어 있다. 재사건물은 정면 5칸 측면 2칸반 규모의 겹집형식으로 앞쪽에만 툇간을 둔 전툇집이며 5량으로 가구하였고 처마는 섯가래만 쓴 홑처마에 지붕은 팔작지붕 형식을 취하고 있다.

## 참고 문헌
- 합천 동산재 - 국가유산청 국가유산포털